# Ernst von Gemmingen-Hornberg (Offizier)
Ernst Oskar Adolf Wilhelm Franz von Gemmingen-Hornberg (* 15. August 1851 in Babstadt; † 5. Januar 1928 in Baden-Baden) war württembergischer Offizier.

## Leben

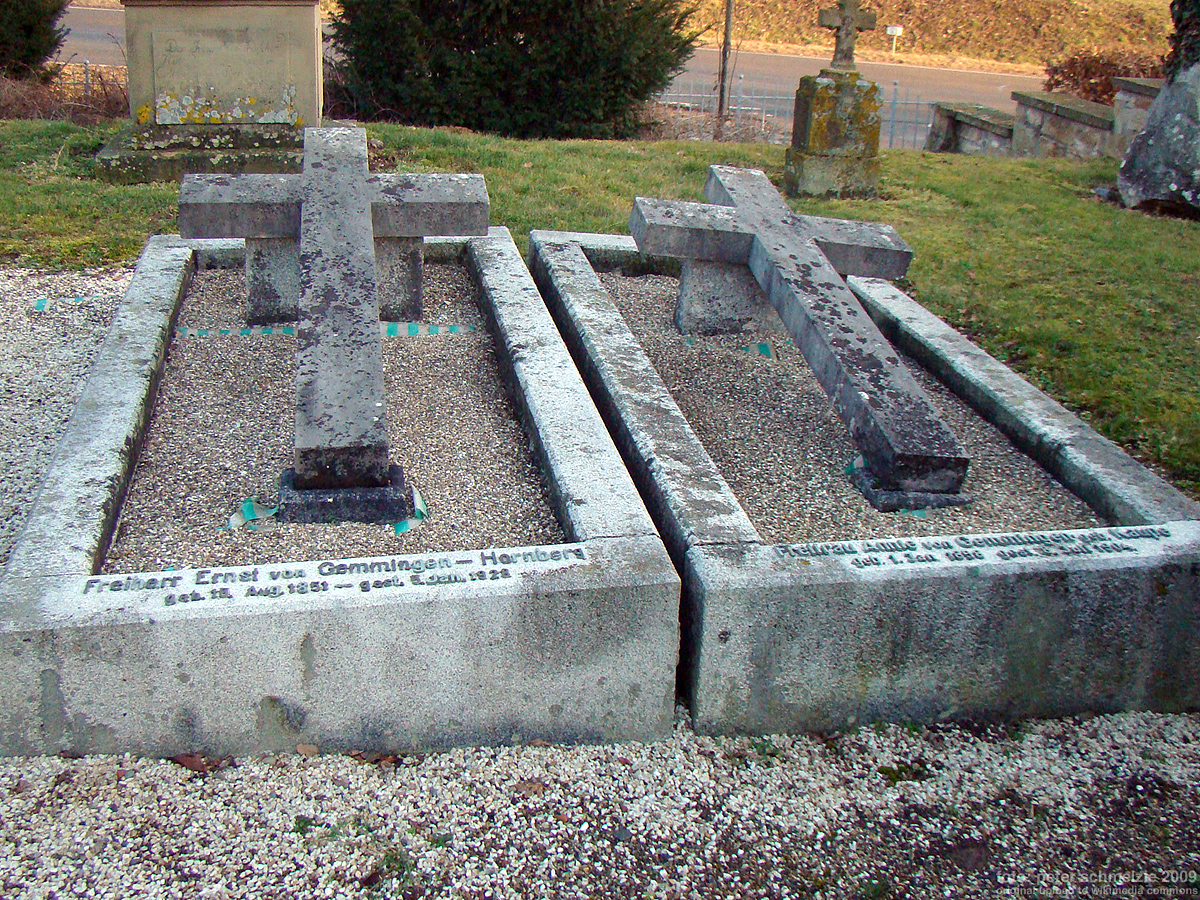
Grabmäler von Ernst von Gemmingen-Hornberg und seiner Gattin auf dem Friedhof in Babstadt

Er war ein Sohn des Babstadter Grundherrn Hermann von Gemmingen (1820–1891) und der Pauline Maximiliane Philippine von Ellrichshausen (1825–1865) und besuchte die Gymnasien in Heilbronn und Eßlingen am Neckar. 1869 trat er als Offiziersaspirant in das 7. Infanterie-Regiment der Württembergischen Armee in Stuttgart ein, wechselte im selben Jahr als Fähnrich zum 8. Infanterie-Regiment und besuchte die Kriegsschule in Ludwigsburg. 1870 wurde er Leutnant im 5. Infanterie-Regiment, mit dem er 1870/71 im Krieg gegen Frankreich an den Kämpfen bei Wörth, Sedan, Champigny, Bontancourt und Villiers teilnahm. Für seinen Einsatz in einer der Schlachten bei Champigny wurde er mit dem Ritterkreuz des Militärverdienstordens ausgezeichnet. Damit verbunden war eine jährliche Präbende. Später erhielt er noch das Eiserne Kreuz sowie den russischen Sankt-Stanislaus-Orden III. Klasse. 1874 wurde er Premierleutnant und kam 1879 zum Grenadier-Regiment „Königin Olga“ (1. Württembergisches) Nr. 119 nach Stuttgart. 1882 war er Hauptmann und Kompaniechef im 4. Infanterie-Regiment Nr. 122 in Heilbronn, 1892 Major und Bataillonskommandeur im Grenadier-Regiment Königin Olga in Stuttgart.
Von 1909 bis 1918 war Ernst von Gemmingen-Hornberg als Vertreter des grundherrlichen Adels unterhalb der Murg Mitglied der Ersten Kammer der Badischen Ständeversammlung.
Am Ersten Weltkrieg nahm er anfangs noch aktiv teil, war jedoch nach einem Sturz nicht mehr wehrtauglich, woraufhin er die Leitung des Johanniter-Lazaretts in Stuttgart übernahm. Nach Ende des Kriegs lebte er im Schloss Babstadt. Dort wurde er zum Chronist seiner Familie, die mit dem Ende der Monarchie die meisten ihrer verbliebenen adeligen Rechte einbüßte. Als 1922 die Familienfideikommisse aufgelöst wurden, überführte er 1924 das vormalige Babstadter Kondominat, das aus ihm und seinen Brüdern Wilhelm (1854–1940), Karl (1857–1935) und Friedrich (1860–1924) bestand, in eine Gesamthandgesellschaft bürgerlichen Rechts. Der nach Amerika ausgewanderte Wilhelm hat 1925 gegen Zahlung einer Leibrente auf seinen Anteil zugunsten seiner Brüder und Neffen verzichtet.
Er wurde in Babstadt begraben, wo sein Grab und das seiner Gattin erhalten sind.

## Familie
Er war ab dem 22. Februar 1883 mit Annie Kaupe (1858–1904) verheiratet. Der Ehe entstammte der Sohn Eberhard (1883–1952).